# Teófanes Continuatus
Teófanes Continuatus o Continuación de Teófanes (en griego: συνεχισταί Θεοφάνους) o Scriptores post Theophanem (Οἱ μετὰ Θεοφάνην, «aquellos después de Teófanes») es el nombre latino que se aplica comúnmente a una colección de escritos históricos del siglo XI. Su nombre deriva de su papel como la continuación, que abarca los años 813–961, de la crónica de Teófanes el Confesor, que va de 285 a 813. El manuscrito se compone de cuatro obras distintas, muy diferentes en estilo y forma del enfoque analítico de Teófanes.
La primera obra de los cuatro libros consiste en una serie de biografías de los emperadores reinantes de 813 a 867 (de León V el Armenio a Miguel III). Como fueron escritos por encargo del emperador Constantino VII (r. 913–959), reflejan el punto de vista de la dinastía macedónica reinante. El autor desconocido probablemente utilizó las mismas fuentes que José Genesio. El segundo trabajo es conocido como la Vita Basilii (Vida de Basilio), una biografía de Basilio I el Macedonio (r. 867–886) escrita por su nieto Constantino VII probablemente alrededor de 950. El trabajo es esencialmente un panegírico, alabando a Basilio y su reinado mientras que difama a su predecesor, Miguel III. La tercera obra es una historia que abarca los años 886–948, muy similar en forma y contenido a la historia de Simeón Metafraste, y la sección final sigue hasta 961. Probablemente fue escrito por Teodoro Dafnopate, poco antes de 963.